# Karpno (powiat słupski)
Karpno (kaszb. Karpno, niem. Karpenhof) – zniesiona osada w Polsce położona w województwie pomorskim, w powiecie słupskim, w gminie Główczyce.

## Nazwa
Nazwa miejscowości jest częściową kalką pierwotnej nazwy niemieckiej Karpenhof, wzmiankowanej po raz pierwszy w 1937. Nazwa ta ma charakter topograficzny i jest złożeniem dwóch nazw pospolitych: dniem. Karpen „karp, Cyprinus carpio” i Hof „zagroda, folwark”. W formie polskiej drugi człon Hof zastąpiono formantem -no.
Rada Języka Kaszubskiego proponuje kaszubską formę nazwy Karpno.

## Historia
W latach 1975–1998 miejscowość administracyjnie należała do województwa słupskiego.
Osada wchodziła w skład sołectwa Podole Wielkie.
Nazwa miejscowości została zniesiona w 2022 r.